# Equitazione ai Giochi della VIII Olimpiade - Concorso completo a squadre
La competizione del concorso completo a squadre di equitazione dai Giochi della VIII Olimpiade si è svolta nei giorni dal 21 al 26 luglio negli impianti Hippodrome d'Auteuil e lo Stadio di Colombes.

## Risultati
Quattro concorrenti per nazione. I migliori tre risultati della prova individuale erano validi per la classifica finale.
| Pos. | Nazione        | Binomio                      | Binomio        | Punti individuali | Totale |
| Pos. | Nazione        | Cavaliere                    | Cavallo        | Punti individuali | Totale |
| ---- | -------------- | ---------------------------- | -------------- | ----------------- | ------ |
| 1    | Paesi Bassi    | Adolf van der Voort van Zijp | Silver Piece   | 1976,0            | 5297,5 |
| 1    | Paesi Bassi    | Charles Pahud de Mortanges   | Johnny Walker  | 1828,0            | 5297,5 |
| 1    | Paesi Bassi    | Gerard de Kruijff            | Addio          | 1493,5            | 5297,5 |
| 1    | Paesi Bassi    | Antonius Colenbrander        | King of Hearts |                   | 5297,5 |
| 2    | Svezia         | Claës König                  | Bojan          | 1730,0            | 4743,5 |
| 2    | Svezia         | Torsten Sylvan               | Anita          | 1678,0            | 4743,5 |
| 2    | Svezia         | Gustaf Hagelin               | Varius         | 1335,5            | 4743,5 |
| 2    | Svezia         | Carl Gustaf Lewenhaupt       | Canter         |                   | 4743,5 |
| 3    | Italia         | Alberto Lombardi             | Pimplo         | 1572,0            | 4512,5 |
| 3    | Italia         | Alessandro Alvisi            | Capiligio      | 1536,0            | 4512,5 |
| 3    | Italia         | Emanuele Beraudo di Pralormo | Mount Félix    | 1404,5            | 4512,5 |
| 3    | Italia         | Tommaso Lequio di Assaba     | Torena         |                   | 4512,5 |
| 4    | Svizzera       | Hans Bühler                  | Mikosch        | 1477,5            | 4338,5 |
| 4    | Svizzera       | Charles Stoffel              | Kreuzritter    | 1466,0            | 4338,5 |
| 4    | Svizzera       | Werner Fehr                  | Prahlans       | 1395,0            | 4338,5 |
| 4    | Svizzera       | René de Ribeaupierre         | Adel           |                   | 4338,5 |
| 5    | Belgio         | Baudouin de Brabandère       | Modestie       | 1728,5            | 4233,5 |
| 5    | Belgio         | Jules Bonvalet               | Wepelghem      | 1428,0            | 4233,5 |
| 5    | Belgio         | Joseph Fallon                | Le Divorce     | 1077,0            | 4233,5 |
| 5    | Belgio         | Léon Nossent                 | Pirouette      |                   | 4233,5 |
| 6    | Gran Bretagna  | Edward de Fonblanque         | Copper         | 1728,5            | 4064,5 |
| 6    | Gran Bretagna  | Keith Hervey                 | Copper Top     | 1354,0            | 4064,5 |
| 6    | Gran Bretagna  | Alec Tod                     | Topsy          | 982,0             | 4064,5 |
| 6    | Gran Bretagna  | Philip Bowden-Smith          | Gipsy          |                   | 4064,5 |
| 7    | Polonia        | Karol von Rómmel             | Krechowiak     | 1648,5            | 3571,5 |
| 7    | Polonia        | Tadeusz Komorowski           | Amon           | 1029,0            | 3571,5 |
| 7    | Polonia        | Kazimierz Szosland           | Hélusia        | 979,5             | 3571,5 |
| 7    | Polonia        | Kazimierz de Rostwo-Suski    | Général        |                   | 3571,5 |
| -    | Cecoslovacchia | Josef Charous                | Editor         | 359,5             | DNF    |
| -    | Cecoslovacchia | Bedřich John                 | Arabe          |                   | DNF    |
| -    | Cecoslovacchia | František Statečný           | Exterieur      |                   | DNF    |
| -    | Cecoslovacchia | Matěj Pechman                | Coire          |                   | DNF    |
| -    | Francia        | Michel Artola                | Almas          | 737,0             | DNF    |
| -    | Francia        | Camille de Sartiges          | Psyché         |                   | DNF    |
| -    | Francia        | Jean le Vavasseur            | Kurde          |                   | DNF    |
| -    | Francia        | Louis Rigon                  | Spahis         |                   | DNF    |
| -    | Stati Uniti    | Sloan Doak                   | Pathfinder     | 1845,5            | DNF    |
| -    | Stati Uniti    | Frank Carr                   | Proctor        | 1727,0            | DNF    |
| -    | Stati Uniti    | John Barry                   | Miss America   |                   | DNF    |
| -    | Stati Uniti    | Vernon Padgett               | Brown Boy      |                   | DNF    |